# Бетьюн, Зина
Зи́на Бетью́н (англ. Zina Bethune; 17 февраля 1945, Нью-Йорк, США — 12 февраля 2012, Лос-Анджелес, Калифорния, США) — американская актриса, танцовщица и хореограф.

## Биография

### Ранние годы
Зина Бетьюн родилась 17 февраля 1945 года в Нью-Йорке (США) в семье скульптура и живописца Уильяма Чарльза Бетьюн (ум. в 1950) и актрисы Айви Бетьюн (род.1918). Бетьюн, начиная с 1971 года, была падчерицей актёра Стюарта Ланкастера (род.1920—ум.2000), который умер в декабре 2000 года в 80-летнем возрасте после 29-ти лет брака с матерью Зины.
27 декабря 1970 года вышла замуж за актёра Шона Фили и была за ним замужем до своей смерти в феврале 2012 года.

### Карьера
Снималась в кино в 1956—2006 года. Её первой работой в кино была роль Робин Лэнг в мыльной опере «Направляющий свет», в которой она снималась на протяжении 1956—1958 годов. Последней работой в кино в фильме 2006 года «Крылья наследия». Всего Бетьюн сыграла 30 ролей в фильмах и телесериалах.
Была хореографом телесериала «Щелкунчик: Деньги, безумия и убийство» в 1987 году.
Будучи танцовщицей, обучала танцам детей-инвалидов в Южной Калифорнии.

### Смерть
В ночь на воскресенье 12 февраля 2012 года Бетьюн, ехавшая на своём автомобиле в Гриффит-Парке в Калифорнии, увидела, что водитель другого автомобиля сбил животное. Бетьюн остановила машину и вышла проверить состояние пострадавшего животного, когда другой автомобиль сбил женщину. 66-летняя актриса перелетела на другую сторону дороги, после чего другой автомобиль протащил её по дороге около 600 футов.
Скончалась в 12:05 дня в тот же день, не дожив 5 дней до своего 67-летия.

## Избранная фильмография
Актриса
| Год       |   | Русское название          | Оригинальное название          | Роль       |
| --------- | - | ------------------------- | ------------------------------ | ---------- |
| 1956—1958 | с | Направляющий свет         | The Guiding Light              | Робин Лэнг |
| 1967      | ф | Кто стучится в мою дверь? | Who's That Knocking at My Door | Девушка    |
| 2006      | ф | Крылья наследия           | Wings of Legacy                | Эва        |

Хореограф
- 1987 — «Щелкунчик: Деньги, безумия и убийство»/Nutcracker: Money, Madness & Murder